# Pierre Mas
Pierre Mas, né le 2 décembre 1891 à Tupin-et-Semons et mort le 8 décembre 1970 à Tanger, est un banquier, journaliste et patron de sociétés, considéré comme le magnat de la presse française au Maroc dans la première partie du XXe siècle. Pendant la plus grande partie protectorat français, il contrôle à partir de 1920 l'essentiel des publications françaises.

## Biographie

### Débuts
Pierre Mas, né le 2 décembre 1891 à Tupin-et-Semons dans le Rhône, est l'héritier d'une fortune familiale . Son père Antoine Mas, banquier à Condrieu, dans le Rhône, maire de Tupin-et-Semons élu conseiller général du canton de Condrieu est envoyé au Maroc en 1907 par le gouvernement au début du Protectorat. Il y procède à l'ouverture d'une succursale de la Banque lyonnaise, implantation locale qui lui permet d'effectuer également d'opérations immobilières. Il y acheva la construction, en 1909, de son premier immeuble de rapport.

### Première Guerre mondiale
Pierre Mas reprend le groupe familial et l'étend en 1917, avec l'achat, pendant la Première Guerre mondiale, d'un quotidien de Rabat, L'Écho du Maroc. C'est une première étape dans la création d'un groupe de presse, dont chacun des quotidiens peu à peu acquis ou repris se consacrait à une aire de diffusion privilégiée.

### Entre deux-guerres
Trois ans après, le 1er janvier 1920, il fonde Le Petit Marocain à Casablanca, la capitale économique. En 1921, également à Casablanca, il rachète des parts dans un autre quotidien, La Vigie marocaine, fondé en 1908 par un reporter du journal métropolitain, Le Matin, à l'instigation du général Albert d'Amade, qui souhaitait par ce titre assurer « la défense des intérêts et l'extension de l'influence française » au Maroc. A ses débuts, La Vigie marocaine, qui s'est inspirée pour son nom de La Vigie algérienne, ne tirait qu'à 500 exemplaires .
La Vigie marocaine crée le premier tour cycliste du Maroc, prélude au Tour du Maroc lancé en 1937, et en 1924, la course cycliste Casa - Fès en une seule étape. Le journal est abonné à l'Agence Havas et compte parmi ses actionnaires un homme de paille de Lyautey. 
Face à lui, Francis Busset, prospecteur minier au Maroc depuis 1913 et qui avait été administrateur de la Banque de l'Union marocaine et de la Société casablancaise de constructions économiques et de crédit mobilier, dirige le« groupe Busset » et ses deux quotidiens : La Presse Marocaine et Le Soir Marocain, qui se veulent des journaux d'information mais sont en partie déficitaires lors des difficultés économiques de 1923-1924, qui voient l'Agence Havas entra pour moitié au capital de l'un d'eux en mai 1923. Les deux « brasseurs d'affaires », présents dans la presse, les banques, l'immobilier, les propriétés agraires, sont des rivaux acharnés. 
En 1928, le groupe de presse lance le concours photo de la plus belle femme du Maroc et en 1929 Pierre Mas créé à Fès le Courrier du Maroc puis La Dépêche marocaine, publiée à Tanger. Pierre Mas possède des parts dans leurs imprimeries et de l'Agence marocaine de publicité, dont toutes ses publications sont tributaires, et adjoint à ce groupe de presse puissant appelé "Groupe Mas", du nom de son propriétaire, qui fait qu'il est considéré comme « le magnat de la presse française » au Maroc, une banque portant son nom - la Banque Mas -, qui « consacre sa puissance ». Il aurait détenu la plus grosse fortune du Maroc. La société qui édite plusieurs de ses journaux associe à son capital des actionnaires métropolitain de la presse quotidienne à Lyon et Marseille
Pierre Mas est alors assimilé au Parti radical, mais il va peu à peu se démarquer de ses amis radicaux. La Vigie Marocaine était abonnée aux services de l'Agence Havas.

### Seconde Guerre mondiale
À l'issue de la Seconde Guerre mondiale, le groupe de Pierre Mas contrôle l'essentiel de la presse du Protectorat, via des titres qui couvrent chacun un périmètre géographique donné, notamment Le Petit Marocain, mais aussi L'écho du Maroc, Le Courrier du Maroc et La Dépêche marocaine, tandis que La Vigie marocaine , le journal du soir, est diffusé partout. 
Mais en 1945, Pierre Mas est placé en résidence surveillée, à cause de l'attitude de ses journaux sous l'Occupation, qui sont jugés favorables au régime de Vichy. Sa chaîne de journaux est alors rompue car il est contraint de se dessaisir de ses quotidiens, mais par personnes interposées et grâce aux imprimeries sans lesquelles ces publications ne pouvaient paraître, il conserve de fait un contrôle sur le groupe, en particulier sur L'Écho du Maroc et La Vigie marocaine.
Le journaliste Antoine Mazzella, ancien du quotidien Le Petit Marocain, qui s'est fait connaître comme résistant et reporter de guerre, formule alors l’idée de l'acquisition d’un de ces journaux par les syndicalistes, via une cotisation représentant un jour de salaire et l'émission d'emprunts obligataires. L'opération est réalisée par l'Union générale des syndicats confédérés du Maroc, avec le soutien de la CGT. Le titre Le Petit Marocain devient Le Petit Marocain syndicaliste avec pour rédacteur en chef Antoine Mazzella.
Mais en 1947, le titre se brouille avec le résident général du maréchal Juin et se voit écarté par l'Agence Marocaine de Publicité qu'a conservée par Pierre Mas et il fait faillite en 1949. Cette crise financière amène deux syndicalistes à signer sa vente à Pierre Mas en 1950, ce qui est contesté par la rédaction. Le Petit Marocain fait ainsi en 1950 l'objet d'un procès retentissant au cours duquel Pierre Mas et son groupe obtiennent gain de cause. Le Petit Marocain est ainsi racheté par la famille et son fils Yves en devient le directeur et qu'il rebaptise Le petit marocain progrès, journal du matin, en faisant appel à André Rouault, qui a dirigé la Dépêche de Dijon puis la Tribune de Saône-et-Loire à Chalon-sur-Saône, et qui part pour Casablanca en 1949, puis dirige le journal en 1950.
Jean Walter fait alors appel à Antoine Mazzella afin de continuer sous le nom Le Petit Marocain du soir, associé à un autre quotidien, Maroc-Presse, fondé par une souscription auprès de personnes souhaitant le pluralisme de la presse et soutenir le courant d'idée des libéraux du Maroc, favorables à des réformes et la fin du colonialisme.
Les titres du groupe de Pierre Mas s'opposent au contraire avec virulence aux libéraux du Maroc. Le directeur de La Vigie marocaine est un vétérinaire qui s'est fait connaître par la promotion de la filière ovine via des foires, le docteur Eyraud, qui est président de la fédération de la presse marocaine. En 1954, La Vigie marocaine compte parmi ses actionnaires la ville de Casablanca, à la suite du legs d'une partie de sa fortune par le docteur Eyraud, tué dans un attentat en juin 1954. La Vigie marocaine est alors identifiée comme le journal de son groupe, "Présence française" 

### Indépendance du Maroc
Seuls Le Petit Marocain et La Vigie marocaine ont survécu à l'indépendance, qui voit leur existence soumise à une lettre d'autorisation provisoire, délivrée en 1959 car les deux quotidiens changent radicalement d'opinion, en publiant un contenu conforme à l'opinion des nouveaux dirigeants du pays, qu'ils dénonçaient avec virulence lorsqu'ils étaient dans l'opposition .
Ces deux titres La Vigie marocaine et Le Petit Marocain, fermement opposés à l'indépendance et hostiles au roi Mohammed V ont cependant laissé des souvenirs. Ils font après l'indépendance du pays, en 1956 l'objet de l'hostilité de la presse marocaine, en particulier du journal La Nation africaine. 
La fermeture des journaux français du groupe Mas est réclamée par le Syndicat national de la presse marocaine, fondé à la fin de janvier 1963, et piloté par le directeur du journal arabophone du parti de l'Istiqlal (nationaliste) Al Alam pour fédérer des journaux de toutes tendances politiques.
Le Syndicat national de la presse marocaine mène alors une action judiciaire depuis déjà plus de sept ans contre les titres du Groupe Mas, stratégie dite de la "marocanisation" de la presse. Le Petit Marocain fait savoir que le prince Moulay Ali, cousin du roi Hassan II, compagnon volontaire d'exil de Mohammed V, ancien ambassadeur du Maroc en France, est devenu administrateur du titre et de l'Agence marocaine de publicité, une forme d'application de cette politique de la "marocanisation".
Finalement, le gouvernement marocain décide de ne plus autoriser les deux quotidiens du groupe Mas à partir du 1er novembre 1971. Les exigences financières d'Yves Mas, porte-parole du groupe, l'ayant irrité, il invoque le « refus » du groupe « d’imprimer et de diffuser les quotidiens marocains dirigés par des nationaux », Le Matin et Maroc-Soir.